# Parathesis sinuata
Parathesis sinuata là một loài thực vật có hoa trong họ Anh thảo. Loài này được (Lundell) Ricketson & Pipoly mô tả khoa học đầu tiên năm 1997.